# 福祿壽 (無綫電視組合)
福祿壽（英語：Fuk Luk Sau），無綫電視藝人組合，2008年由阮兆祥（福）、王祖藍（祿）、李思捷（壽）組成（早在未有組合名稱前已有合作），以搞笑及扮演古今中外知名人士見稱，本為2007年《萬千星輝賀台慶》臨時組成的「扮嘢」（模仿）組合，因受到觀眾歡迎衍生出《荃加福祿壽》《荃加福祿壽探案》《勁抽福祿壽》等綜藝節目、演唱會、電影及電視劇。

## 作品

### 綜藝節目
- 2010年《荃加福祿壽》
- 2010年《荃加福祿壽玩轉台慶》（無綫台慶特備節目）
- 2011年《福祿壽放暑假》
- 2011年《福祿壽大假光臨》
- 2012年《萬千升呢福祿壽》（無綫台慶特備節目）
- 2017年《齊癲大聖福祿壽》
- 2018年《人生有幾多個福祿壽》（萬千星輝頒獎典禮2017前特備節目）
- 2024年《福祿壽訓練學院》

#### 其他
- 2015年《今晚睇李》（第11集，李思捷任主持，阮兆祥及王祖藍任嘉賓）
- 2021年《思家大戰》（第11集，李思捷任主持，阮兆祥及王祖藍任嘉賓）
- 2022年《開心無敵獎門人》（第3集）

### 電視劇
- 2011年《荃加福祿壽探案》

### 電影
- 2011年《勁抽福祿壽》

### 萬千星輝賀台慶表演項目
| 年份   | 環節名稱                     | 附註 |
| 2007年 | 熱爆巨星演唱會               | 三人扮演中港台巨星演唱，受到觀眾熱烈歡迎。 扮草蜢 阮兆祥扮顔福偉、Rain 李思捷扮黄凱芹、郭富城 王祖藍扮甄妮、蔡依林 |
| 2008年 | 扮野天王福祿壽               | 三人分別扮演四朵金花、劇集《溏心風暴之家好月圓》之角色獻唱。自此，「福祿壽」三人之演出就成為《萬千星輝賀台慶》重點環節之一。 阮兆祥扮沈殿霞、家好月圓的荷媽 李思捷扮劉德華唱出神鵰大俠、家好月圓的Sa姨 王祖藍扮神鵰、家好月圓的紅姨 |
| 2009年 | 扮野至尊福祿壽               | 三人扮演飲食節目主持及《超級巨聲》評判。 阮兆祥扮梁文韜、米高積遜、雷頌德 李思捷扮周中、側田 王祖藍扮蘇施黃、葉麗儀 |
| 2010年 | 第一屆荃加福祿壽頒獎典禮     | 三人以棟篤笑形式演出，笑談當紅藝人。 |
| 2011年 | 萬千星輝福祿壽之未來先生選舉 | 三人模仿《香港先生選舉》泳裝環節演出。 |
| 2012年 | 萬千星光福祿壽               | 三人模仿當年《歡樂今宵》的「扮嘢」前輩。 阮兆祥扮沈殿霞 王祖藍扮廖偉雄的「乜太」造型 李思捷扮鄭少秋 |
| 2016年 | 福祿壽講呢啲                 | 三人以棟篤笑形式演出，笑談當紅藝人。 |
| 2017年 | 福祿壽Hidden Hero            | 三人分別與羅樂林、歐瑞偉、劉江作為了KO |
| 2022年 | 聲生不息福祿壽               | 三人模仿參與《聲生不息》的歌手 |
| 2023年 | 中年福祿壽                   | 三人模仿參與《中年好聲音》的歌手。 |
| 2024年 | 福祿壽年度娛樂風雲人物       | |

### 單曲
- 《宇宙最長 Episode 1》（《荃加福祿壽宇宙最長演唱會》主題曲）
- 《踢拖》（《勁抽福祿壽》主題曲）
- 《超低能》（《荃加福祿壽探案》主題曲，與汪明荃合唱）
- 《升呢》（《萬千升呢福祿壽》主題曲）
- 《聖誕來了》（《福祿壽大假光臨》主題曲）
- 《兄弟》
- 《爆笑一條龍》（2012年賀歲歌）
- 《愛歌》 (《耀舞長安》主題曲)

### 演唱會
| 演唱會                          | 時間               | 表演地點                |
| ------------------------------- | ------------------ | ----------------------- |
| 荃加福祿壽宇宙最長演唱會        | 2010年12月4日至5日 | 香港會議展覽中心Hall5BC |
| 那些年，爆笑不離3兄弟演唱會2012 | 2012年2月4日       | 紅磡香港體育館          |
| 福祿壽十周年演唱會              | 2018年3月8日至9日  | 紅磡香港體育館          |
| 福祿壽十周年演唱會              | 2018年7月7日       | 澳門新濠影滙綜藝館      |
| 福祿壽十周年演唱會              | 2018年8月4日       | 馬來西亞云顶云星剧场    |
| 福祿壽十周年演唱會              | 2019年11月23日     | 廣州體育館              |
| 福禄寿十五十六巡回演唱会        | 2023年9月16日      | 東莞籃球中心            |
| 福禄寿十五十六巡回演唱会        | 2023年10月28日     | 馬來西亞云顶云星剧场    |

### 音樂劇
- 2012年《江蘇衛視元宵晚會》與羅家英、汪明荃合演《荃家福祿壽話西遊》

### 派台歌曲成績
| 派台歌曲成績 | 派台歌曲成績       | 派台歌曲成績 | 派台歌曲成績 | 派台歌曲成績 | 派台歌曲成績 | 派台歌曲成績                                 |
| ------------ | ------------------ | ------------ | ------------ | ------------ | ------------ | -------------------------------------------- |
| 唱片         | 歌曲               | 903          | RTHK         | 997          | TVB          | 備註                                         |
| 2010年       |                    |              |              |              |              |                                              |
|              | 宇宙最長 Episode 1 | -            | -            | -            | 5            | 《福祿壽宇宙最長演唱會》主題曲               |
| 2012年       |                    |              |              |              |              |                                              |
|              | 兄弟               | -            | -            | 2            | 2            | （與阮兆祥、李思捷以組合「福祿壽」身份合唱） |
|              | 爆笑一條龍         | 18           | 9            | -            | -            | （與阮兆祥、李思捷以組合「福祿壽」身份合唱） |